# Viola ecuadorensis
Viola ecuadorensis är en violväxtart som beskrevs av Wilhelm Becker. Viola ecuadorensis ingår i släktet violer, och familjen violväxter. Inga underarter finns listade i Catalogue of Life.